# Distretto di Amotape
Il distretto di Amotape è un distretto del Perù, facente parte della provincia di Paita, nella regione di Piura.